# Sobarocephala cruciger
Sobarocephala cruciger är en tvåvingeart som beskrevs av Curtis W. Sabrosky och Steyskal 1974. Sobarocephala cruciger ingår i släktet Sobarocephala och familjen träflugor.
Artens utbredningsområde är Florida. Inga underarter finns listade i Catalogue of Life.